# Aurelius z Kartága
Svatý Aurelius z Kartága († kolem 430) byl od roku 391 až do své smrti kartaginským biskupem.

## Život
Aurelius vedl řadu koncilů, ke kterým zval ostatní biskupy celé oblasti. Obdivoval jej velmi sv. Augustin, jehož list Aureliovi se dochoval. Katolická církev jej uznává jako svatého a slaví jeho svátek 20. července.